# Bösdorf (Leipzig)

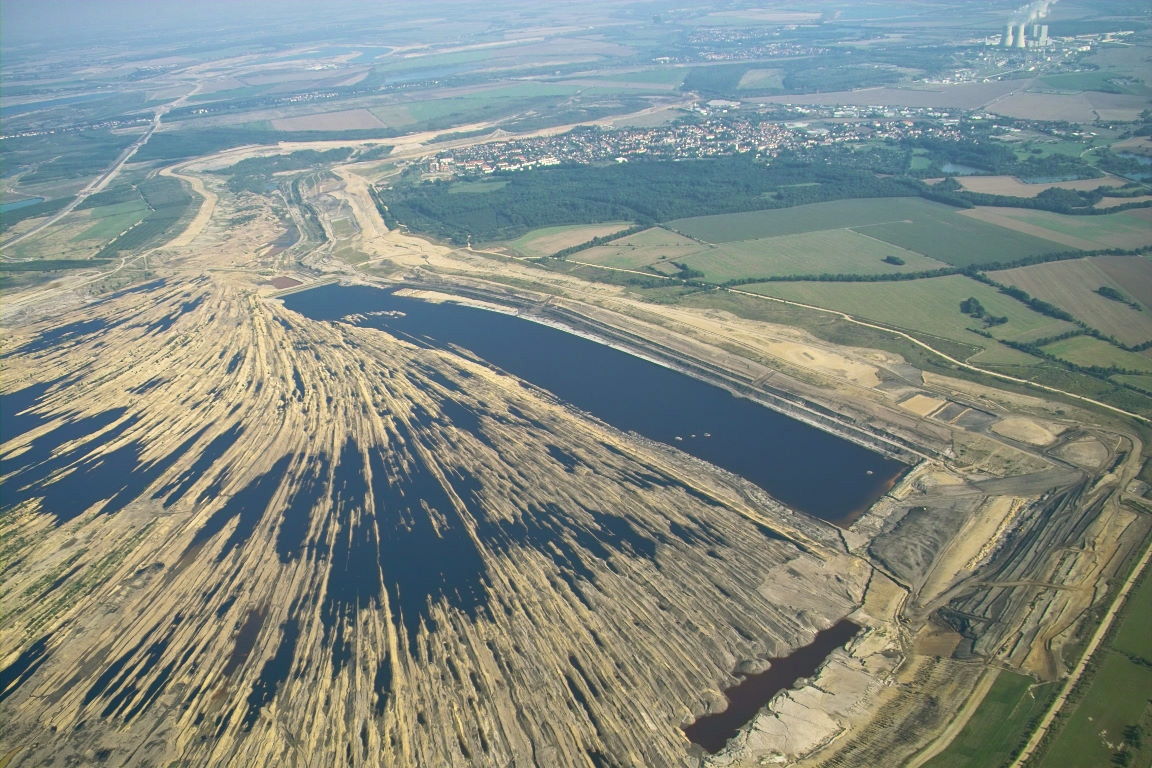
Der Tagebau Zwenkau nach seiner Stilllegung. Bösdorf befand sich in der linken Bildmitte; oben ist Zwenkau.

Bösdorf war ein Dorf südlich von Leipzig, das 1982 wegen der Braunkohleförderung devastiert und in der Folge durch den Tagebau Zwenkau überbaggert wurde.

## Lage

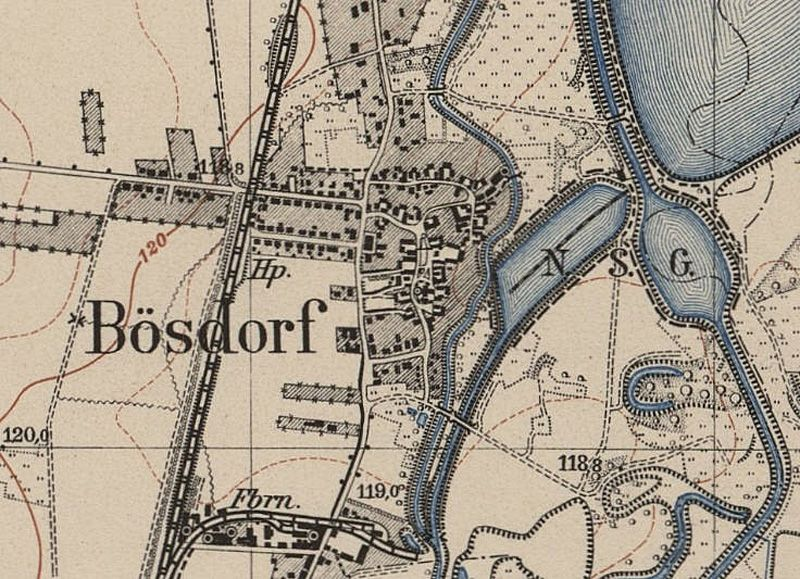
Bösdorf 1940, oben rechts der Elsterstausee

Bösdorf lag etwa zwölf Kilometer südsüdwestlich vom Zentrum Leipzigs entfernt. Es besaß ungefähr gleiche Abstände von drei Kilometern von Knauthain im Norden, Knautnaundorf im Westen und Eythra im Süden. Östlich des Ortes flossen die Weiße Elster und der Elstermühlgraben. Heute befindet sich die ehemalige Ortslage am Nordrand des Zwenkauer Sees.

## Geschichte

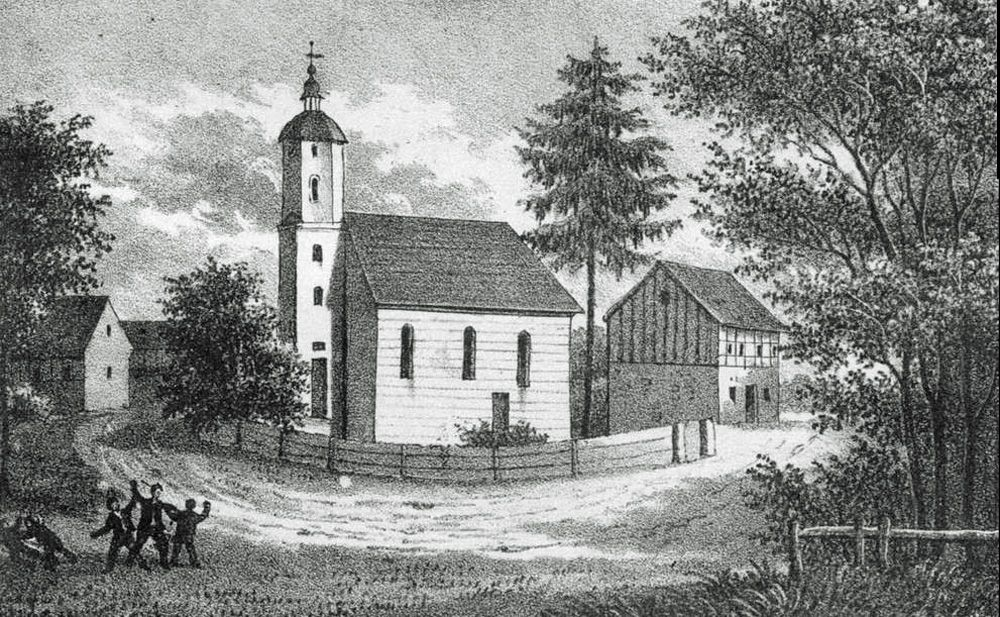
Die Bösdorfer Kirche 1840

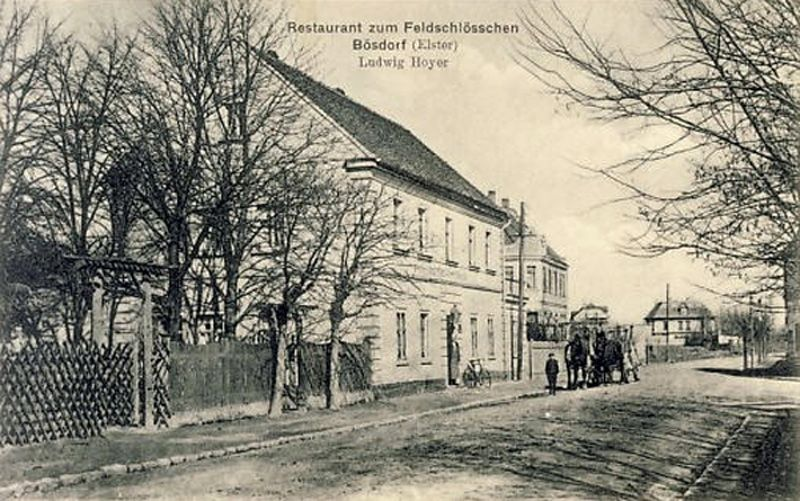
Der Gasthof Feldschlösschen

Bösdorf wurde erstmals 1277 als Boisdorf schriftlich erwähnt. Seit dem ausgehenden Mittelalter übte die Grundherrschaft das Gut Eythra aus.
Verwaltungsmäßig gehörte Bösdorf bis 1815 zum hochstift-merseburgischen Amt Lützen, das seit 1561 unter kursächsischer Hoheit stand und zwischen 1656/57 und 1738 zum Sekundogenitur-Fürstentum Sachsen-Merseburg gehörte. Durch die Beschlüsse des Wiener Kongresses kam der Westteil des Amts Lützen im Jahr 1815 zu Preußen. Das mit dem Ostteil des Amts Lützen beim Königreich Sachsen verbliebene Bösdorf wurde 1815 dem Kreisamt Leipzig zugeordnet. Es kam 1856 zum Gerichtsamt Zwenkau und 1875 zur Amtshauptmannschaft Leipzig. Mit der Gründung der Bezirke der DDR 1952 gehörte es zum Kreis Leipzig-Land im Bezirk Leipzig.
Nordöstlich von Bösdorf wurde in den Jahren 1933 bis 1935 ein Stausee angelegt, der vom Elstermühlgraben gespeist, welcher bis in die 1970er Jahre den Hauptteil des Elsterwassers führte. Der offizielle Name des Sees war Elsterstausee Bösdorf. Heute heißt er nur noch Elsterstausee und ist inzwischen trockengefallen.
Der größte Industriebetrieb in Bösdorf war das Stahl- und Hartgusswerk, das 1917 unter dem Namen Max Heller Nachfolger (MHN) von Leipzig nach Bösdorf gekommen war. Hier wurde der erste in der DDR gebaute Lichtbogenofen zur Produktion von Stahlguss eingesetzt.
1970 wurden Bösdorf und das benachbarte Eythra im Vorfeld des sich in Richtung der Orte ausbreitenden Tagebaus Zwenkau zum Bergbauschutzgebiet erklärt. In Vorbereitung der bergbaulichen Tätigkeit wurden die Elster und die Eisenbahnlinie nach Westen verlegt. Am 27. März 1974 wurde Bösdorf nach Eythra eingemeindet. Wegen der Erweiterung des Braunkohlentagebaus Zwenkau erfolgten von 1980 bis 1982 die Umsiedlung der Einwohner und der gleichzeitige Abriss und anschließend die Abbaggerung. Das Stahlgeläut der Kirche wurde 1981 in die Andreaskapelle im benachbarten Knautnaundorf eingebaut.
Die Reinholdshainer Kirchgemeinde konnte 1983 die Orgel der Bösdorfer Kirche erwerben und in ihrer Dorfkirche einbauen lassen. Diese Orgel wurde 1866 vom bekannten Orgelbauer Urban Kreuzbach für die Bösdorfer Kirche gebaut. Der VEB Stahl- und Hartgußwerk Bösdorf nahm ab 1984 seinen Betrieb in einer neugebauten Anlage in Knautnaundorf wieder auf. Der Betrieb, der dem Kombinat Anlagenbau Braunkohle angehörte, führte den Ortsnamen Bösdorf bis zum Ende der DDR weiter. Dasselbe gilt für den privatisierten Nachfolgebetrieb SHB Stahl- und Hartgusswerk Bösdorf GmbH.
Eythra wurde ab 1982 ebenfalls devastiert. 1988 wurden die devastierten Flächen beider Orte nach Knautnaundorf eingemeindet, mit dem die Gemarkung Bösdorf im Jahr 1999 zu Leipzig kam.